# Corc de mongeta
El corc de mongeta (Acanthoscelides obtectus) és una espècie d'insecte coleòpter de la família de les Chrysomelidae, de la subfamília de les Bruchinae qui viu principalment a les llavors de mongeta. Aquesta espècie d'origen sud-americà ha envaït Europa al començament del segle XX.

## Descripció
L'insecte adult, d'èlitres truncats, mesura de 3 a 4 mm de llargada.

## Biologia
A la primavera, les femelles ponen els ous a la superfície de les llavors de mongeta foradant les tavelles que comencen a esgrogueir-se o a la paret interna d'aquestes darreres, per paquets que van fins a 30 ous (de 0,6 de longitud aproximadament). La incubació dura alguns dies (fins a dues setmanes) i dona naixement a una larva primària proveïda de llargues potes. Aquesta penetra a l'interior d'una llavor i muda, transformant-se en larva àpoda qui persegueix el seu desenvolupament a la llavor.
La pupació es produeix al cap de tres setmanes en mitjana i dona naixença l'insecte adult al juliol. A partir d'aquest moment, un nou cicle de reproducció comença, les femelles poden pondre en llavors dipositades. Si el clima s'hi presta, diversos cicles es poden succeir durant l'estiu i la tardor. La hibernació dels adults es fa a l'interior llavors emmagatzemades a l'abric, puix que aquests insectes no poden sobreviure a l'aire lliure en país temperat.
Aquesta espècie ataca principalment les mongetes (gènere Phaseolus), però també altres fabàcies (o lleguminoses) com el cigró, les llentilles, la soia, etc.

## Enemics naturals
- Certs (?) insectes parasiten els adults.
- Les larves són atacades per un àcar, Pyemotes ventricosus.

## Mitjans de lluita
Per a eliminar les mongetes parasitades pel corc de mongeta, es pot guardar els grans destinats a la sembra al congelador a -35 °C durant entre 24 i 48h. Per tal de no provocar de xoc tèrmic, es deixaran després durant la mateixa durada a la nevera entre 0 i 4 °C, i després es podran conservar entre 10 i 20 °C fins a la sembra.